# ALSA
ALSA (un acronim pentru Advanced Linux Sound Architecture) este un modul al nucleului Linux care inlocuiește mai multe drivere de kernel cu un singur driver care gestionează diversele plăci de sunet in mod intern. Câteva din obiectivele proiectului ALSA au fost suportarea automatică a configurațiilor hardware și suportarea grațioasă a dispozitivelor audio multiple pe același sistem, obiective care au fost in majoritate atinse.
Condus de Jaroslav Kysela, proiectul a pornit pe baza unui driver Linux pentru placa audio Gravis Ultrasound în anul 1998, și a fost dezvoltat separat de nucleul Linux p\n[ c\nd a fost introdus în seria de dezvoltare 2.5 în anul 2002(2.5.4-2.5.5)1. În versiunea 2.6 a devenit comun, înlocuind OSS. ALSA oferă compatibilitate backward 100% OSS-ului, adăugând și streamuri multiplex automate, posibilitatea de a avea simultan mai multe streamuri audio făra a folosi un server de sunet ca ESD (GNOME) sau aRts (KDE). ALSA are nevoie de propriile drivere de sunet pentru plăcile audio, cele OSS devenind redundante.

## Pe subiect
- LADSPA și DSSI